# Sinner Man
«Sinner Man» o «Sinnerman» es una canción espiritual clásica estadounidense que ha sido grabada por varios artistas. Se cree que la canción es de principios del siglo XX[cita requerida] pero la grabación más antigua es de 1959, la cual agregó algunos cambios y modificaciones y fue realizada por el grupo folk The Weavers. La interpretación de The Weavers aparece en sus discos Gospel y Reunion at Carnegie Hall Part 2. También del mismo año es la versión de Leon Bibb que aparece en el disco Folk Festival At Newport.
Además, la versionaron en estilo “pop” el dúo Nina and Frederick, aportando modernidad a la juventud española de los años 60 que empezaban a percibir la apertura de la Dictadura de Franco.
«Sinnerman» (escrita como una palabra) es una de las canciones más famosas de Nina Simone y fue grabada en una versión de 10 minutos para su disco Pastel Blues, de 1965. Simone aprendió la letra de esta canción durante su infancia cuando era utilizada por su madre -una ministra Metodista- en los «revival meetings» ("encuentros de renovación"), con la cual pretendía ayudar a las personas para que confesaran sus pecados. En los primeros días de su carrera (a principios de los años sesenta, cuando estaba involucrada con la escena Greenwich Village, en la ciudad de Nueva York), Simone solía utilizar esta canción de larga duración para terminar sus conciertos en vivo. Existe una versión anterior de esta canción, grabada en vivo en The Village Gate, pero no fue utilizada en el álbum de 1962 de Colpix Nina at the Village Gate.

## "Sinner Man" en otros medios
La versión de Simone de «Sinnerman» ha sido utilizada en varias películas, comerciales y además videojuegos.

### Películas
- La joven (The young one) (Luis Buñuel,1960)
- The Thomas Crown Affair (John McTiernan, 1999)
- Cellular (David Ellis, 2004), versiones original y remix
- Miami Vice (Michael Mann, 2006), versión remix
- Inland Empire (David Lynch 2006)
- Golden Door (2007)
- Shark Water (Documental) (2007)
- Les Regrets (Cédric Kahn, 2011)
- The umbrella academy (Steve Blackman 2019)
- Hunt for the Wilderpeople (película) | Cazando Salvajes]] Taika Waititi (2016)

### Televisión
- Scrubs (en el episodio My Own Personal Jesus)
- Homicide: Life on the Street
- Life on Mars
- Nash Bridges
- Entourage
- Person of Interest (en el episodio 1x07)
- Sherlock (episodio 2x03 "La caída de Reichenbach")
- Lucifer (episodio 1x06 "Hijo favorito")
- The Blacklist (episodio 1x02 "The Freelancer")
- The Umbrella Academy (Episodio 1x03 "Extra Ordinaria")
- Lovecraft Country (al termino de cada episodio)
- Spot Seat Ateca 2017

### Videojuegos
- Marc Eckō's Getting Up: Contents Under Pressure  (2006, PC,X BOX, PS2)